# Europastraße 121
Die Europastraße 121 (kurz: E 121) verläuft von Samara in Russland in südlicher Richtung über Kasachstan und Turkmenistan zur turkmenisch-iranischen Grenze. Der in Russland gelegene, 232 Kilometer lange Abschnitt trägt die Bezeichnung A300 (früher M32), in Kasachstan lauten die Bezeichnungen A28, A33 und A34. In Oral (Uralsk) wird die Europastraße 38, in Atyrau die Europastraße 40 gekreuzt, mit der die E 121 bis Beineu parallel verläuft. Von Beineu verläuft die Trasse in südwestlicher Richtung nach Schetibai östlich von Aqtau, wo sie von der A33 nach Osten abzweigt, und  über Schangaösen (früher Nowy Usen) nach Süden zur turkmenischen Grenze führt.  Auf der turkmenischen Seite wird sie als R18 fortgesetzt; hier wird zunächst Garabogaz erreicht. Von Türkmenbaşy bis Gyzylarbat verläuft sie parallel mit der Europastraße 60. Der Nordabschnitt bis Beineu ist zugleich Teil der geplanten asiatischen Fernstraße AH63. Die Streckenlänge von Oral bis Atyrau beträgt 487 Kilometer, von Schetibai zur turkmenischen Grenze 237 Kilometer.

## Städte an der Strecke
Samara –  Oral – Atyrau – Beineu – Schetibai – Schangaösen – Türkmenbaşy (bis 1993 Krasnowodsk) – Gyzylarbat